# جورج ماجواير
جورج ماجواير (بالإنجليزية: George Maguire)‏ هو ممثل بريطاني، ولد في 11 ديسمبر 1990 في المملكة المتحدة. من الجوائز التي نالها جائزة لورنس أوليفيه.

## جوائز
- جائزة لورنس أوليفيه

## وصلات خارجية
- جورج ماجواير على موقع IMDb (الإنجليزية)
- جورج ماجواير على موقع ميوزك برينز (الإنجليزية)
- جورج ماجواير على موقع كينوبويسك (الروسية)